# Liste der Abgeordneten zum Kärntner Landtag (7. Wahlperiode)
Diese Liste der Abgeordneten zum Kärntner Landtag (7. Wahlperiode) listet alle Abgeordneten zum Kärntner Landtag in der 7. Wahlperiode auf. Die Angelobung der Abgeordneten erfolgte am 26. Jänner 1891, die letzte Sitzung der 7. Wahlperiode wurde am 12. Februar 1896 einberufen. Dem Landtag gehörten dabei 9 Vertreter des „großen Grundbesitzes“ (GG), 9 Vertreter der Städte und  Märkte (SM), 3 Vertreter der Handels- und Gewerbekammer (HGK) und 14 Vertreter der Landgemeinden (LG) sowie der Bischof von Gurk an.

## Sessionen
Die 7. Wahlperiode war in sechs Sessionen unterteilt:
- II. Session: vom 3. März bis 9. April 1892
- III. Session: vom 9. September bis 30. September 1892
- IV. Session: vom 10. Jänner bis 19. Februar 1894
- V. Session: vom 3. Jänner bis 9. Februar 1895
- VI. Session: vom 2. Jänner bis 12. Februar 1896

## Landtagsabgeordnete
| Name                         | Wahl- klasse | Region                                                        | Anmerkung |
| ---------------------------- | ------------ | ------------------------------------------------------------- | --- |
| Abuja Matthias               | LG           | Hermagor, Tarvis, Arnoldstein, Kötschach                      | |
| Aichelburg-Labia Leopold von | GG           |                                                               | |
| Canaval Leodegar             | HGK          |                                                               | |
| Ehrenwerth Fritz von         | SM           | Friesach, Straßburg, Althofen, Hüttenberg                     | am 2. Jänner 1896 für Julius Jobst angelobt |
| Einspieler Gregor            | LG           | Völkermarkt, Eberndorf, Bleiburg, Kappel                      | |
| Elbl Anton                   | GG           |                                                               | |
| Funder Peter                 | LG           | St. Veit, Friesach, Gurk, Althofen, Eberstein                 | |
| Ghon Karl                    | SM           | Villach                                                       | |
| Goëss Anton von              | GG           |                                                               | verstorben im April 1891 |
| Goëss Zeno von               | GG           |                                                               | |
| Herbert-Kerchnawe Ernst      | SM           | Wolfsberg, St. Leonhard, St. Andrä, St. Paul, Unterdrauburg   | |
| Hibler Ivo von               | SM           | Klagenfurt                                                    | |
| Hillinger Karl von           | HGK          |                                                               | |
| Hinterhuber Hermann          | HGK          |                                                               | |
| Hock Gustav                  | LG           | St. Veit, Friesach, Gurk, Althofen, Eberstein                 | |
| Huber Franz                  | LG           | Klagenfurt, Feldkirchen, Ferlach                              | am 9. September 1892 für Peter Lax angelobt |
| Huber Johann                 | LG           | Hermagor, Tarvis, Arnoldstein, Kötschach                      | am 3. Jänner 1895 für Oswald Nischelwitzer angelobt |
| Jobst Julius                 | SM           | Friesach, Straßburg, Althofen, Hüttenberg                     | am 10. Jänner 1894 für Gustav Traun angelobt, Mandatsverzicht am 2. Jänner 1896 verkündet                                                                  |
| Kahn Josef                   | Virilstimme  |                                                               | |
| Kirschner Franz              | LG           | Klagenfurt, Feldkirchen, Ferlach                              | |
| Lax Peter                    | LG           | Klagenfurt, Feldkirchen, Ferlach                              | Mandatsverzicht in der Sitzung vom 9. September 1892 verkündet                                                                                             |
| Lodron-Laterano Albert       | GG           |                                                               | als Ersatzmann von Anton von Goëss gewählt. Die Wahl wurde am 3. März 1892, Lodron-Laterno infolge von Krankheit jedoch erst am 9. September 1892 angelobt |
| Luggin Josef                 | GG           |                                                               | |
| Moro Leopold von             | GG           |                                                               | |
| Mühlbacher Paul              | GG           |                                                               | |
| Muri Franz                   | LG           | Völkermarkt, Eberndorf, Bleiburg, Kappel                      | |
| Nischelwitzer Oswald         | LG           | Hermagor, Tarvis, Arnoldstein, Kötschach                      | 1894 verstorben |
| Orasch Matthäus              | LG           | Villach, Paternion, Rosegg                                    | |
| Orsini-Rosenberg Heinrich    | GG           |                                                               | |
| Ottitsch Josef               | LG           | Wolfsberg, St. Leonhard, St. Paul                             | |
| Plawetz Jakob                | SM           | Völkermarkt, Bleiburg, Eisenkappel                            | |
| Pongratz Leopold             | LG           | Wolfsberg, St. Leonhard, St. Paul                             | |
| Posch Friedrich              | SM           | Klagenfurt                                                    | |
| Prettner Franz               | SM           | St. Veit, Feldkirchen                                         | |
| Schnablegger Cajetan         | SM           | Hermagor, Tarvis, Malborghet, Bleiburg-Kreuth                 | 1894 verstorben |
| Steinwender Otto             | SM           | Spittal, Gmünd, Obervellach, Greifenburg, Oberdrauburg        | |
| Supersberg Anton             | LG           | Spittal, Millstatt, Gmünd, Obervellach, Greifenburg, Winklern | |
| Traun Gustav                 | SM           | Friesach, Straßburg, Althofen, Hüttenberg                     | Mandatsverzicht in der Sitzung am 10. Jänner 1894 verkündet                                                                                                |
| Ubl Karl                     | GG           |                                                               | |
| Unterkofler Johann           | LG           | Villach, Paternion, Rosegg                                    | |
| Walter Josef                 | LG           | Spittal, Millstatt, Gmünd, Obervellach, Greifenburg, Winklern | |
| Wirth Franz Xaver            | SM           | Hermagor, Tarvis, Malborghet, Bleiburg-Kreuth                 | am 3. Jänner 1895 für Cajetan Schnablegger angelobt |